# Suvilahti (Helsinki)
Pour les articles homonymes, voir Suvilahti.
Suvilahti est une ancienne centrale électrique située dans la section Kalasatama du quartier Sörnäinen d'Helsinki  en Finlande .

## Présentation

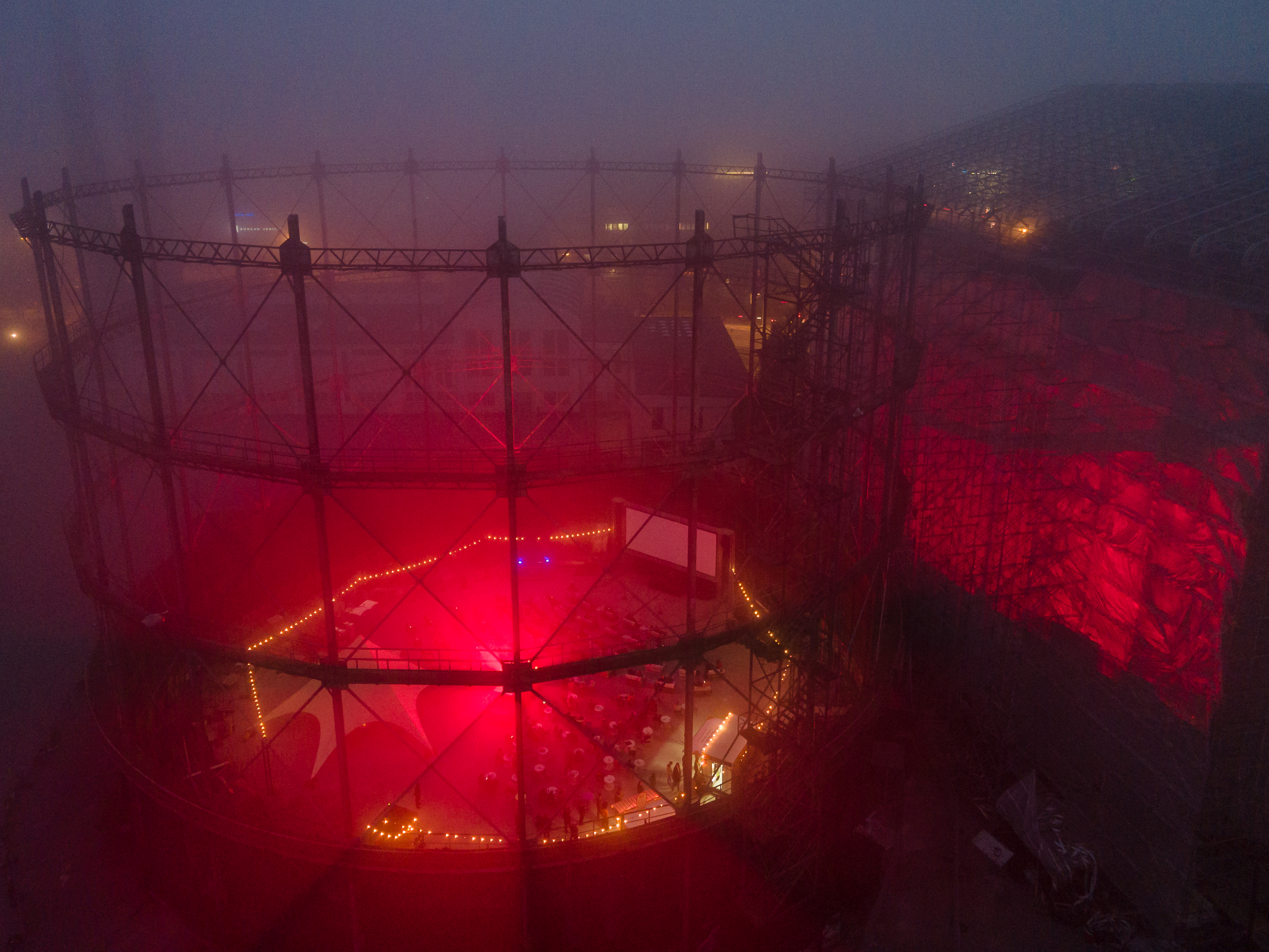
Un gazomètre de 1931 à Suvilahti transformé en théatre. Septembre 2021.

Le site industriel comprend neuf bâtiments et deux grands gazomètres
Son architecte Selim Arvid Lindqvist a été influencé par le style Jugend.
La construction d'une centrale électrique à turbine à vapeur s'est achevée en 1909 et celle d'une usine à gaz en 1910. 
Les bâtiments ont été construits en utilisant du béton armé. 
La centrale électrique a été fermée en 1976 et la production de gaz a pris fin en 1994.
La zone de Suvilahti est un environnement culturel construit d'importance nationale
À proximité de la zone de Suvilahti se trouve la centrale électrique B d'Hanasaari gérée par Helen Oy.
La centrale électrique A d'Hanasaari a été démolie en 2008.

## Centre culturel de Suvilahti
Depuis le 1er janvier 2008, la société immobilière Kiinteistö Oy Kaapelitalo, qui appartient à la ville d'Helsinki, a commencé à entretenir, louer et développer les installations.
La société est aussi responsable des installations de Kaapelitehdas à Ruoholahti.
Les installations sont en cours de rénovation pour être utilisées par des artistes et d'autres activités culturelles. 
Suvilahti abrite déjà des studios de photographie, des artistes, des écrivains, des sociétés de production et des agences de publicité. 
La grande cour est utilisée pour les événements en plein air comme le festival Flow.

## Galerie

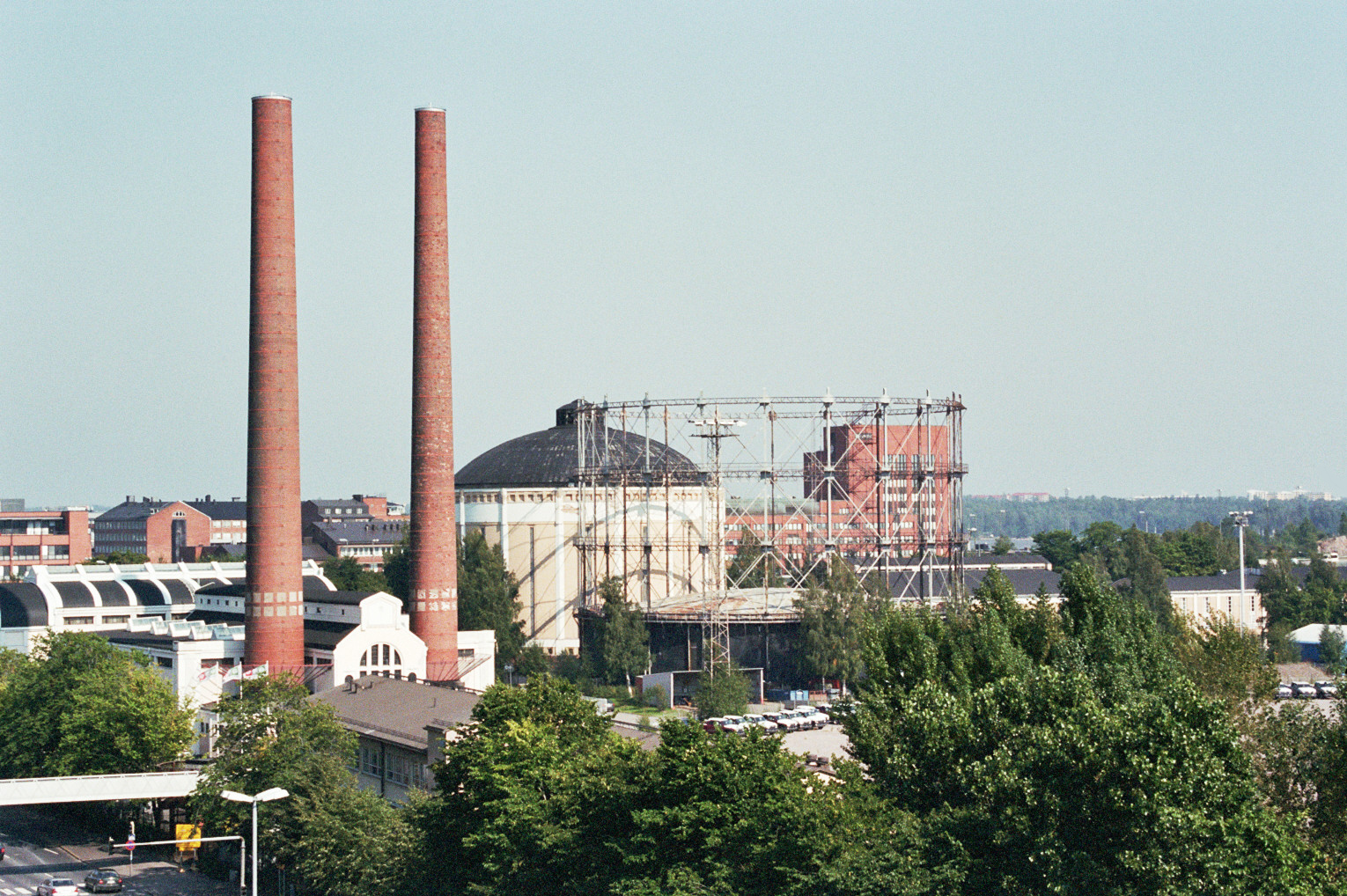
Ancienne centrale électrique de Suvilahti.
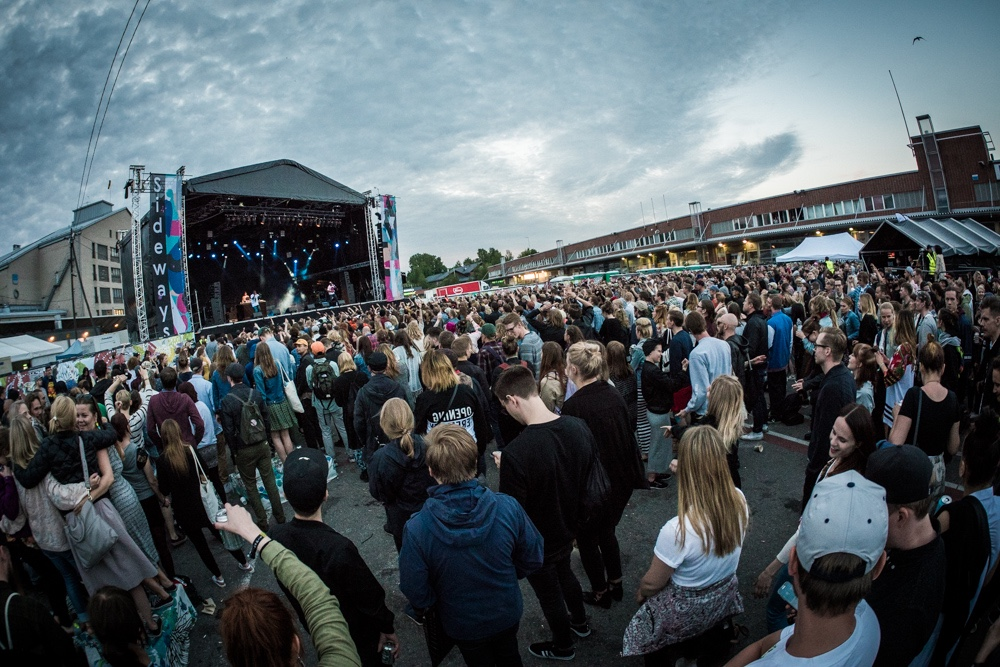
Festival Sideways en 2015.
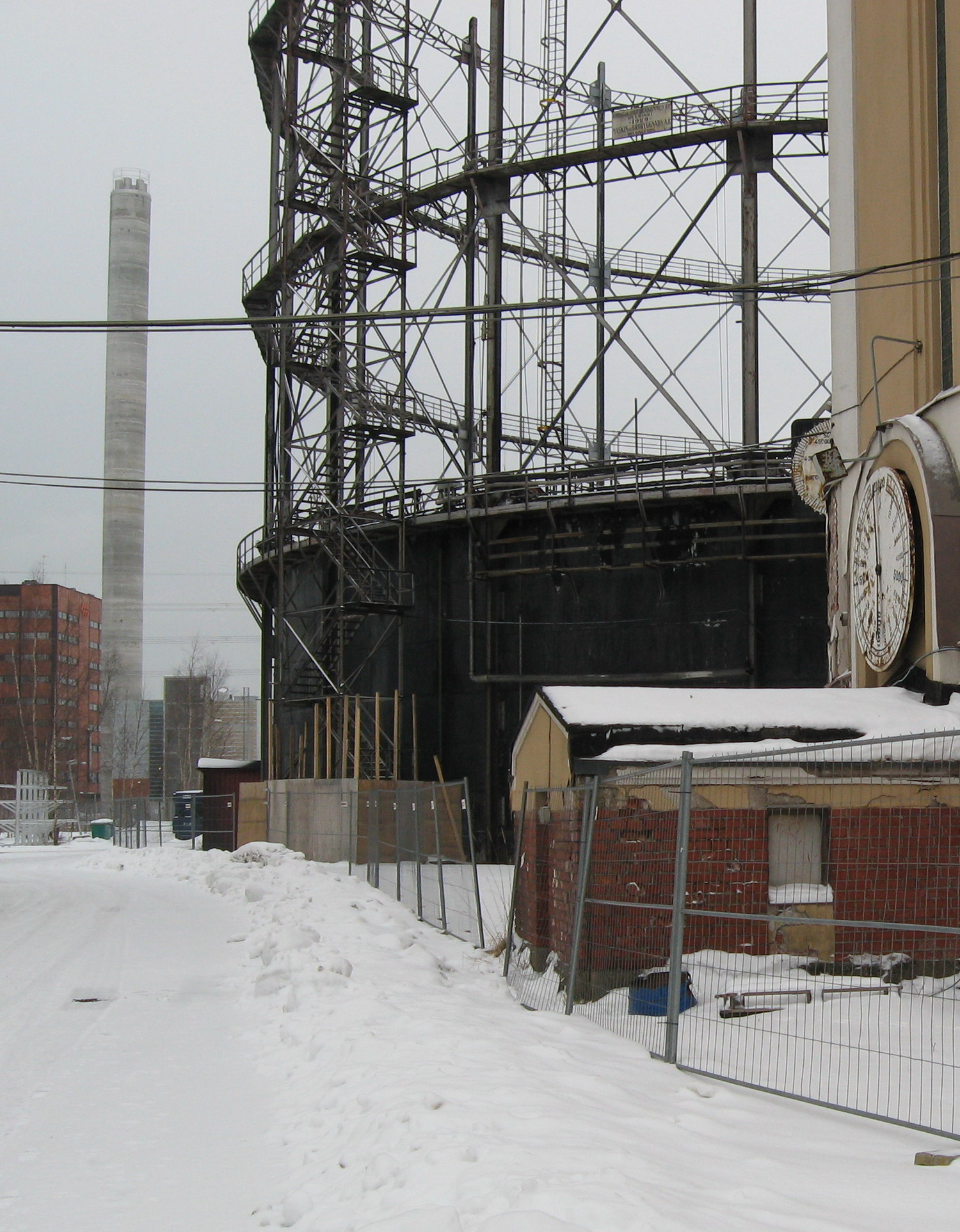
Anciennes charpentes en acier.
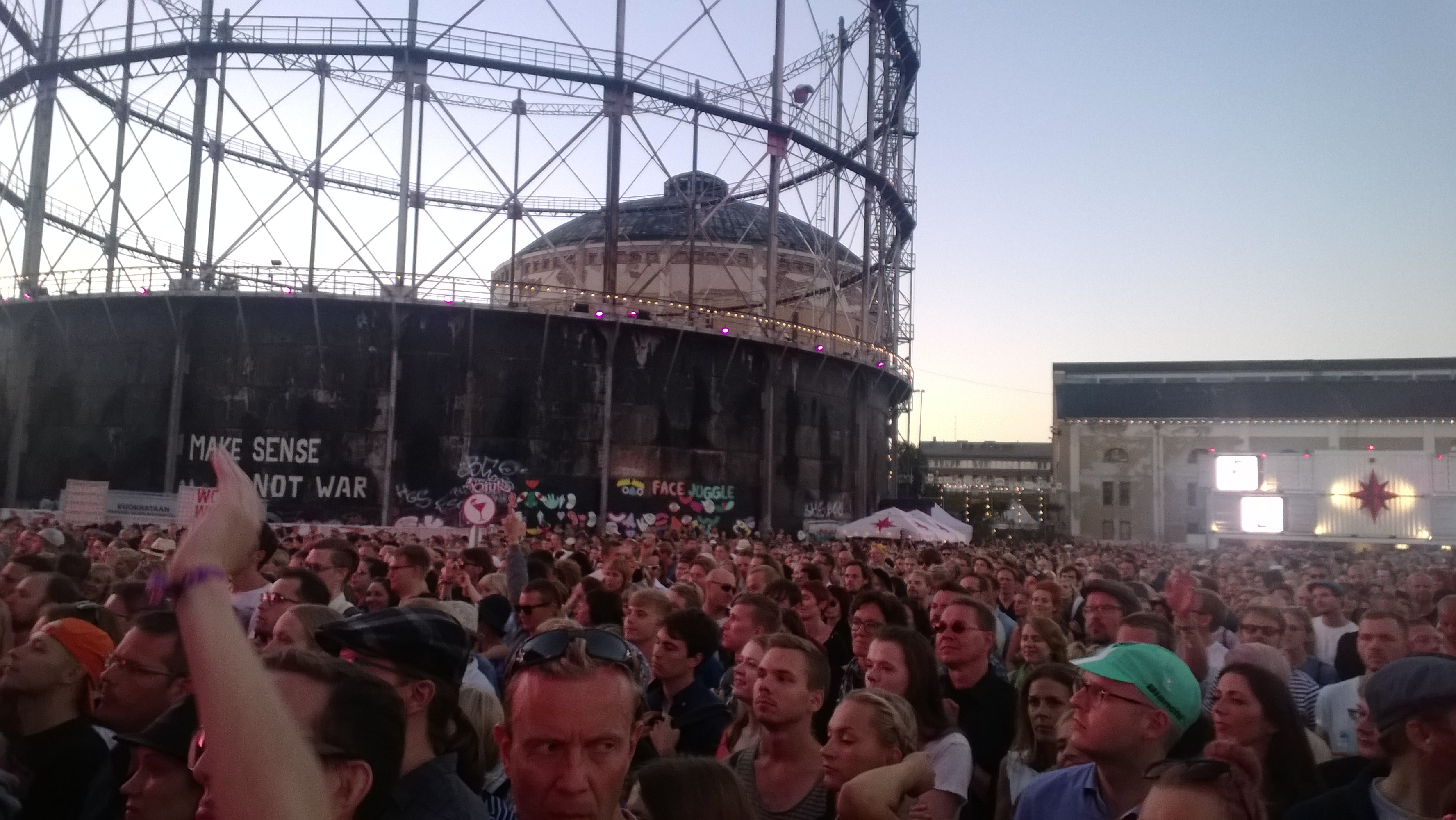
Le festival Flow en 2015.